# Satzung des Völkerbundes
Die Satzung des Völkerbundes (auch: Völkerbundssatzung oder Völkerbundpakt, seltener: Bundessatzung, im englischen Original Covenant of the League of Nations, im französischen Original Pacte de la Société des Nations) war das Gründungsdokument des von 1920 bis 1946 bestehenden Völkerbundes. 
Sie war kein eigenständiges Vertragswerk, sondern jeweils Bestandteil der zwischen 28. Juni 1919 und 10. August 1920 unterzeichneten Pariser Vorortverträge, die den Ersten Weltkrieg völkerrechtlich beendeten. Die Völkerbundssatzung trat am 10. Januar 1920 als Teil des Friedensvertrags von Versailles in Kraft. Gründungsstaaten waren die Unterzeichnerstaaten des Versailler Vertrages – ausgenommen die Vereinigten Staaten von Amerika, die ihn nicht ratifizierten – sowie 13 weitere Länder. Am 18. April 1946 trat die Satzung durch Auflösungsbeschluss der Völkerbundversammlung außer Kraft, nachdem sie bereits ein knappes Jahr zuvor durch Annahme der Charta der Vereinten Nationen obsolet geworden war.
Die Völkerbundssatzung hatte Vorrang vor allen anderen internationalen Abkommen eines Staates, sobald er Mitglied des Völkerbundes war. Änderungen der Satzung bedurften zunächst eines einstimmigen Beschlusses der Völkerbundversammlung und der Ratifikation durch eine Mehrheit der Mitglieder inklusive aller Mitglieder des Völkerbundsrates. Nach einer Satzungsreform im Jahr 1921 genügte vor dem Ratifizierungsprozess eine Dreiviertelmehrheit (einschließlich der Zustimmung aller Ratsmitglieder) in der Völkerbundversammlung.
Wie die spätere UN-Charta hatte die Völkerbundssatzung die globale Friedenssicherung auf der Basis des bestehenden Völkerrechts zum Ziel. Der internationale Frieden sollte vor allem durch Rüstungskontrolle und präventive (schieds)gerichtliche Mechanismen gesichert werden. Im Unterschied zur UN-Charta enthielt die Völkerbundssatzung jedoch noch kein allgemeines Gewaltverbot als verbindlichen Rechtsgrundsatz. Dem Satzungstext lag auch ein von der heutigen Zeit abweichendes Verständnis vom Selbstbestimmungsrecht der Völker zugrunde, das Völker in Kolonien sowie in Mandatsgebieten des Völkerbundes zum Teil nicht als Träger dieses Rechts anerkannte.
Deutschland stand in einem besonderen Rechtsverhältnis zur Völkerbundssatzung, da die Reichsregierung unter Gustav Bauer sie im Jahr 1919 durch die Ratifikation des Versailler Vertrages annahm und das Deutsche Reich somit zu den Gründungsstaaten des Völkerbundes gehörte, ohne Gründungsmitglied desselben zu werden. Im Satzungsanhang war das Land nicht als ein solches geführt. Die Aufnahme in die Organisation des Völkerbundes wurde Deutschland erst am 8. September 1926 gestattet.